# Graja de Iniesta
Graja de Iniesta es un municipio español de la provincia de Cuenca, en la comunidad autónoma de Castilla-La Mancha. Tiene una población de 357 habitantes (INE 2024).

## Toponimia
El nombre de Graja se debe, quizás, a la abundancia de esta clase de aves que había en el lugar. Y el sobrenombre de Iniesta se utilizó para ser diferenciada de otras localidades que también se llamaban así y por la cercanía a Iniesta[cita requerida].

## Geografía
Está integrado en la comarca de Manchuela conquense, situándose a 87 kilómetros de la capital provincial. Está atravesado por la Autovía del Este (entre los pK 229 y 234) y el ferrocarril de Alta Velocidad AVE Madrid-Valencia. El relieve es el característico de esta comarca limítrofe de La Mancha, llano con algunas pequeñas ondulaciones, barrancos y ramblas. La altura del territorio se encuentra en torno a los 850 metros (el pueblo está a 836 metros sobre el nivel del mar).   
| Noroeste: Iniesta y Castillejo de Iniesta | Norte: Puebla del Salvador | Nordeste: Minglanilla |
| Oeste: Castillejo de Iniesta              |                            | Este: Minglanilla     |
| Suroeste: Iniesta                         | Sur: Villalpardo           | Sureste: Villalpardo  |

## Historia
La historia de Graja de Iniesta se remonta a 1185 cuando las tropas cristianas tomaron la villa de Iniesta y decidieron fundar una aldea a unos kilómetros de allí denominándola Graja.

## Demografía
Graja de Iniesta cuenta con una población de 357 habitantes (INE 2024).
| Gráfica de evolución demográfica de Graja de Iniesta entre 1842 y 2021                                              |
| |
| Población de derecho según los censos de población del INE Población de hecho según los censos de población del INE |

## Administración y política
| Periodo   | Nombre                  | Partido |
| --------- | ----------------------- | ------- |
| 2003-2007 | Félix Alfaro Soriano    | PSOE    |
| 2007-2011 | Félix Alfaro Soriano    | PSOE    |
| 2011-2015 | Félix Alfaro Soriano    | PSOE    |
| 2015-2019 | Lidio Cebrián González  | PSOE    |
| 2019-2023 | Javier Monsálvez Alfaro | PSOE    |

### Evolución de la deuda viva municipal
El concepto de deuda viva contempla solo las deudas con cajas y bancos relativas a créditos financieros, valores de renta fija y préstamos o créditos transferidos a terceros, excluyéndose, por tanto, la deuda comercial.
| Gráfica de evolución de la deuda viva del Ayuntamiento entre 2008 y 2014                              |
| |
| Deuda viva del Ayuntamiento, en miles de euros, según datos del Ministerio de Hacienda y Ad. Públicas |

La deuda viva municipal por habitante en 2014 ascendía a 509,82 €.

## Monumentos
- Iglesia Parroquial de San Jorge
- El telégrafo
- Parque de San Cristóbal
- Plaza

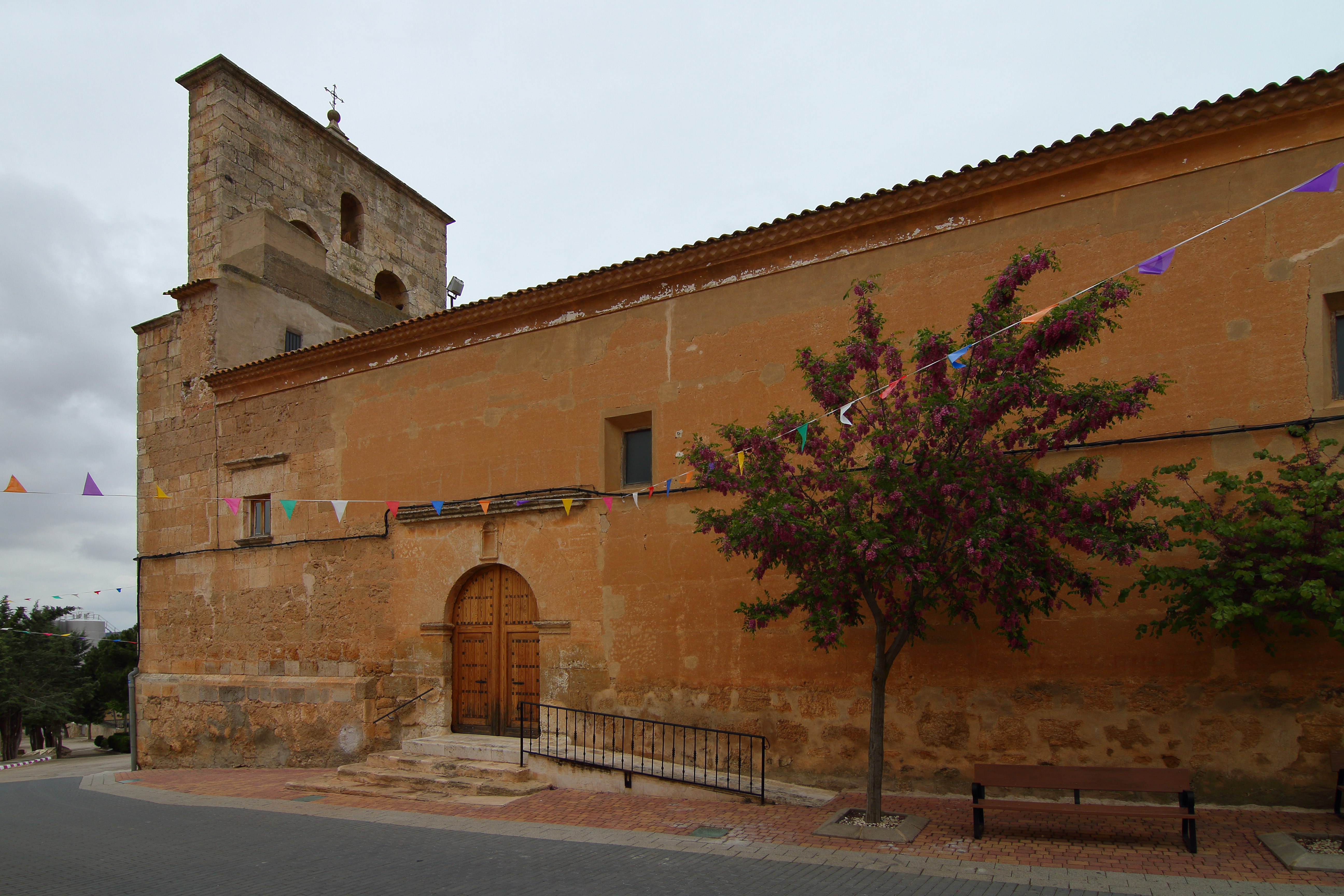
Iglesia de San Jorge
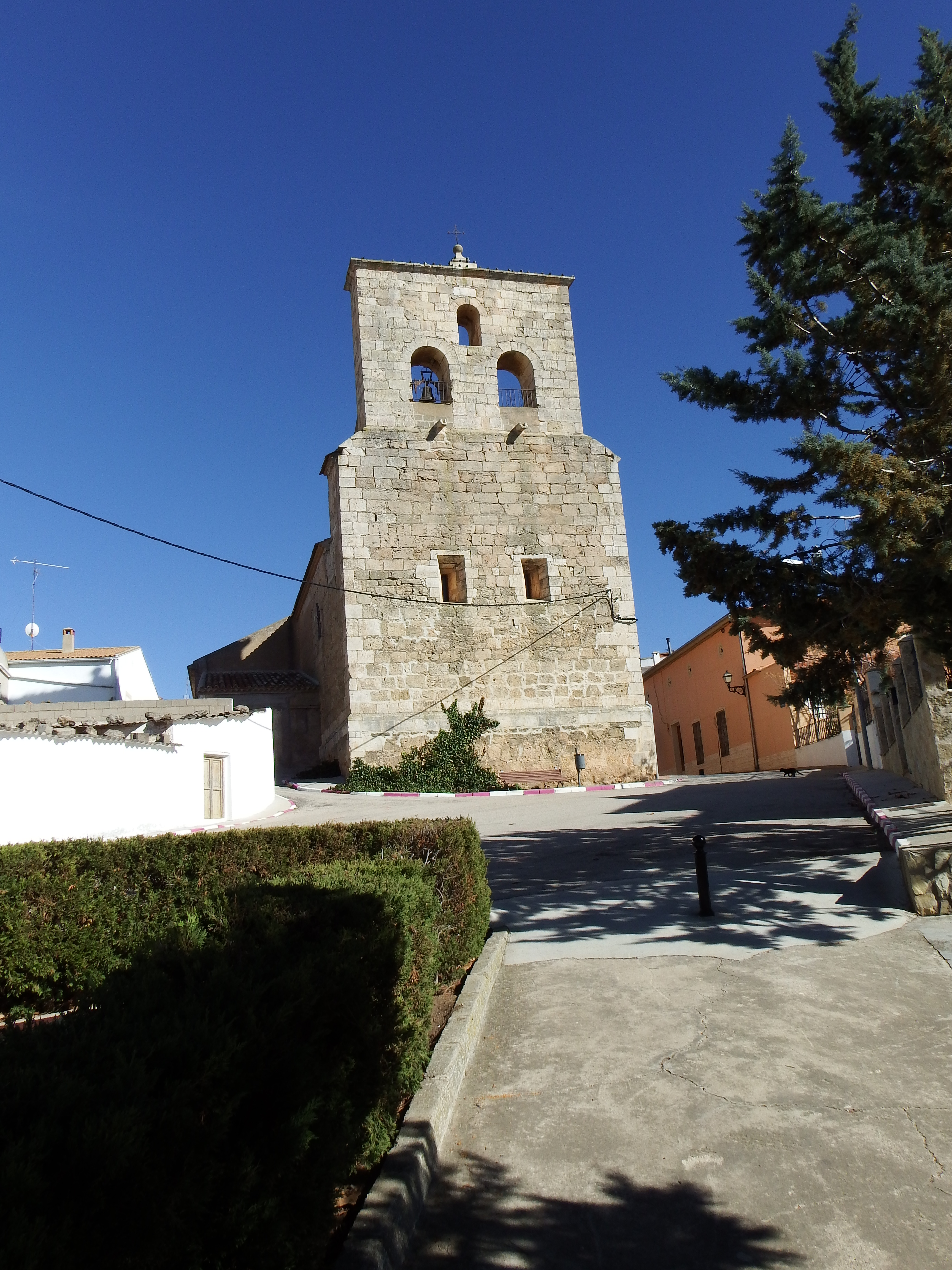
Espadaña de la iglesia
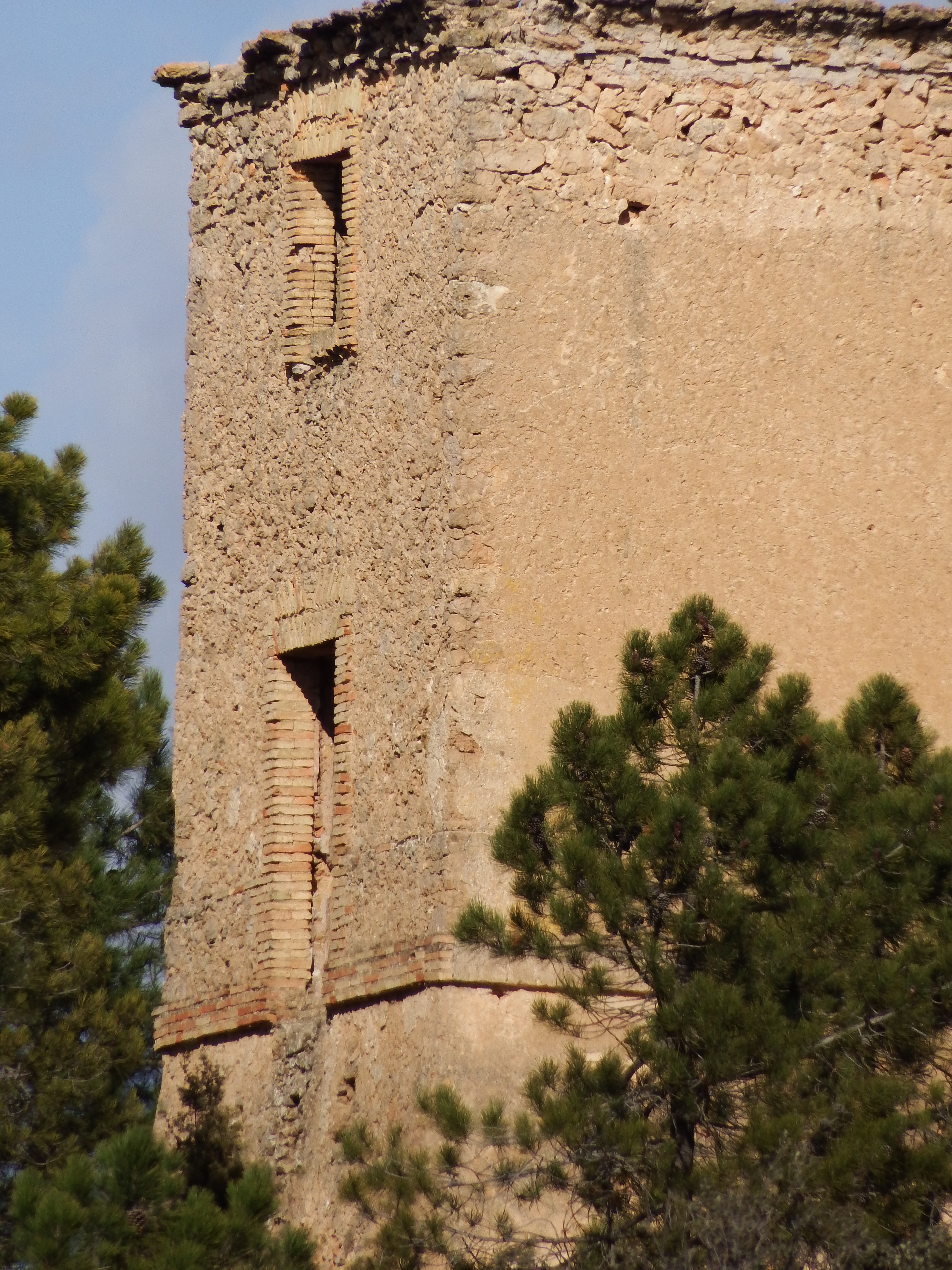
Torre de telegrafía óptica
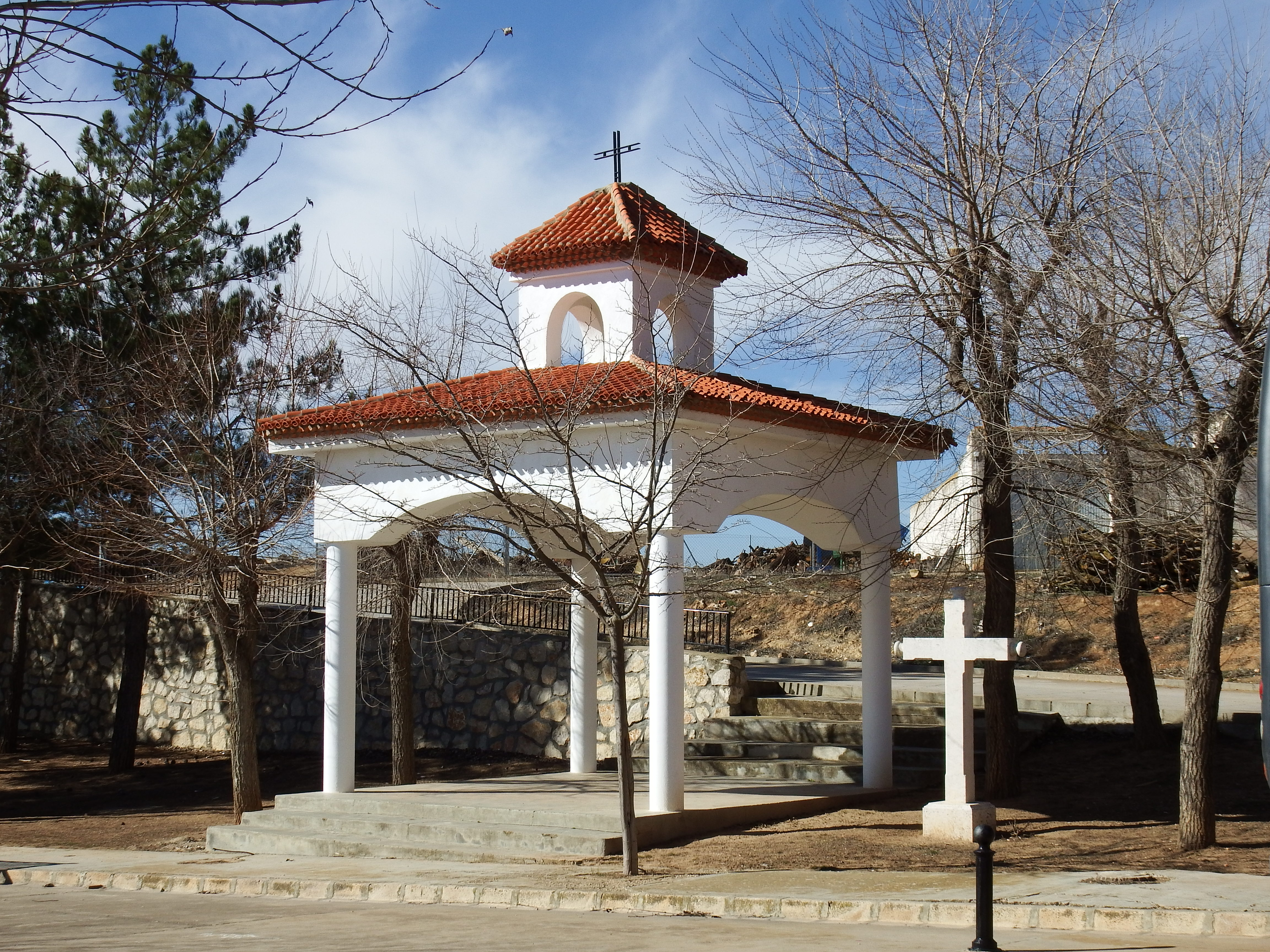
Parque de San Cristóbal
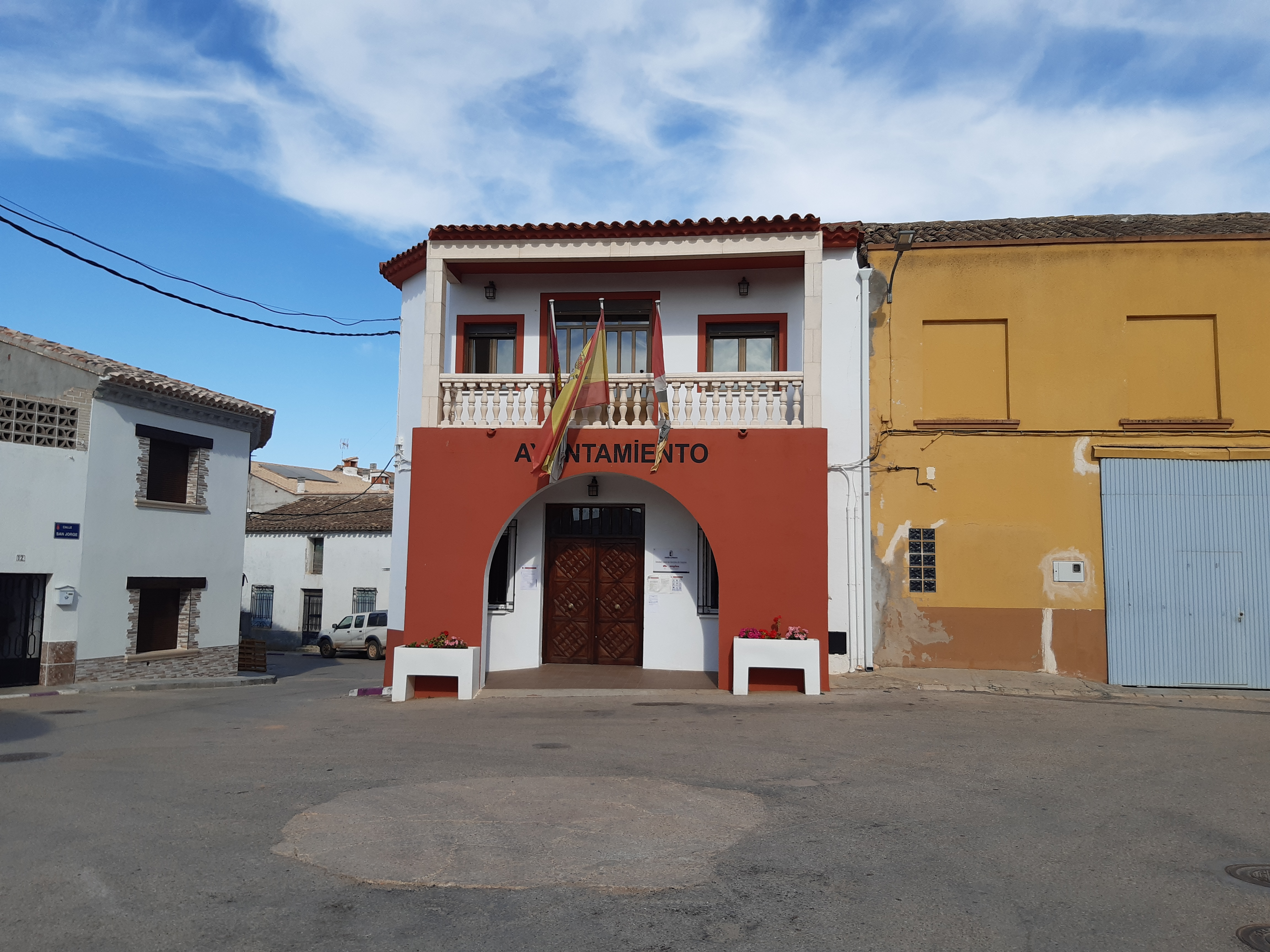
Ayuntamiento

## Fiestas
- San Jorge. 23 de abril.
- La Cruz 3 de mayo.